# Tacarigua de Brión
Pour les articles homonymes, voir Tacarigua et Brion.
Tacarigua de Brión ou simplement Tacarigua, est l'une des trois paroisses civiles de la municipalité de Brión dans l'État de Miranda au Venezuela. Sa capitale est Tacarigua de Mamporal. En 2011, sa population s'élève à 13 850 habitants.

## Géographie

### Démographie
Hormis sa capitale Tacarigua de Mamporal, la paroisse civile possède plusieurs localités :
- Gamelotal
- La Fundación
- Las Gonzáles
- Las Martínez
- Tacarigua de Mamporal